# ريكاردو فيليلا
ريكاردو فيليلا (بالبرتغالية: Ricardo Vilela‏) هو دراج برتغالي، ولد في 18 ديسمبر 1987 في براغانزا في البرتغال.

## وصلات خارجية
- ريكاردو فيليلا على موقع الاتحاد الدولي للدراجات (الإنجليزية)
- ريكاردو فيليلا على موقع أرشيف الدراجات (الإنجليزية)
- ريكاردو فيليلا على موقع إحصائيات الدراجات الإحترافية (الإنجليزية)
- ريكاردو فيليلا على موقع نسبة الدراجات (الإنجليزية)
- ريكاردو فيليلا على موقع CycleBase (الإنجليزية)